# 2136 Jugta
A 2136 Jugta (ideiglenes jelöléssel 1933 OC) a Naprendszer kisbolygóövében található aszteroida. Karl Wilhelm Reinmuth fedezte fel 1933. július 24-én.